# Brian McKeever
Brian McKeever är en kanadensisk längdåkare och skidskytt. Han har tio procents ledsyn.

## Meriter
- Paralympiska vinterspelen 2006    
  - Brons, skidskytte 7,5 km synskadade
  - Guld, längdskidåkning 5 km synskadade
  - Guld, längdskidåkning 10 km synskadade
  - Silver, längdskidåkning 20 km synskadade